# Erich Becher

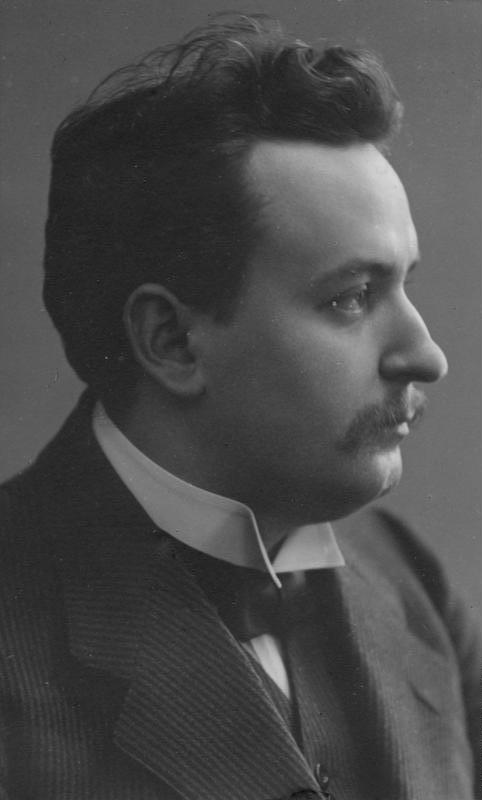
Erich Becher 1909

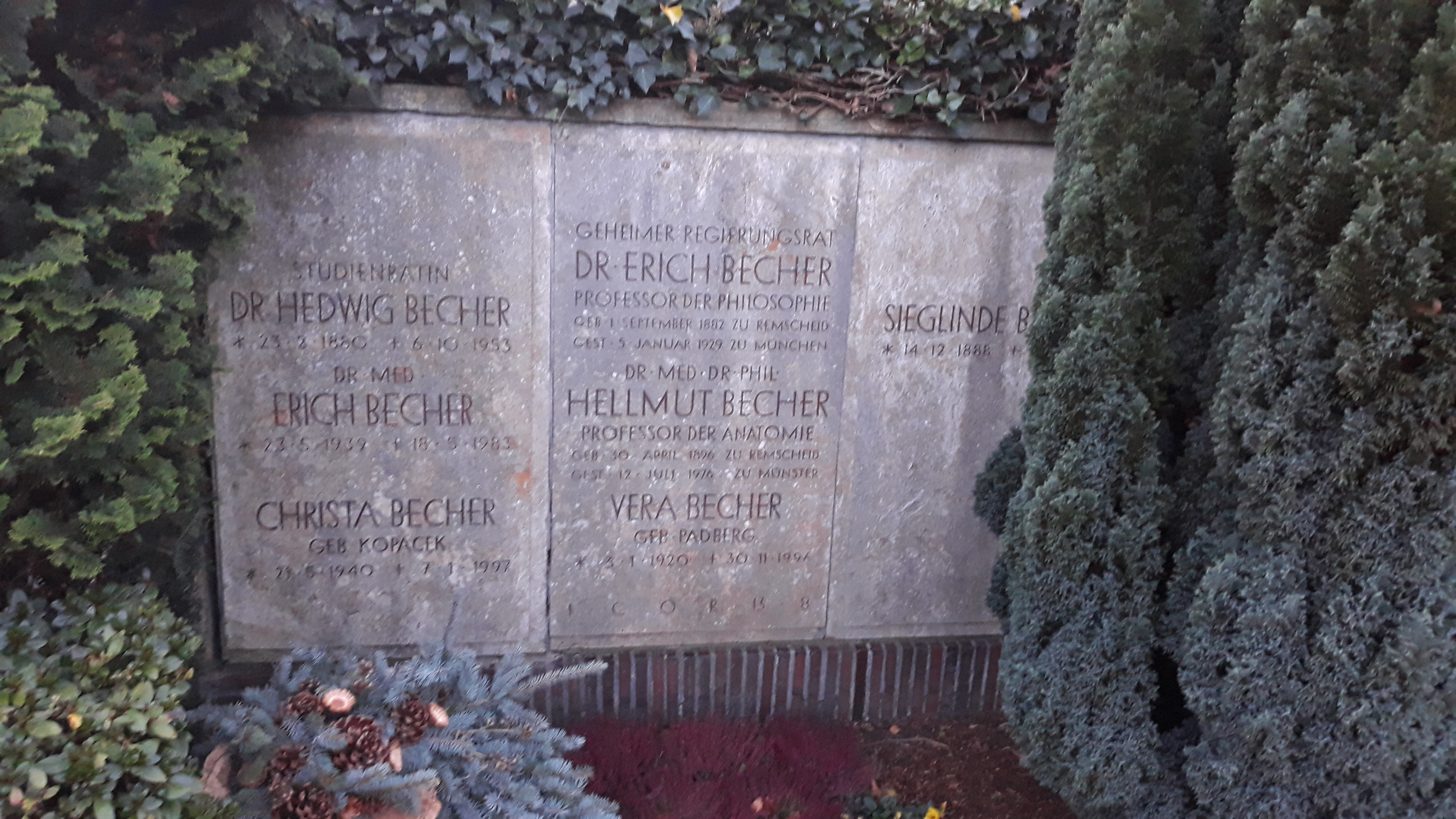
Grab im Familiengrab Becher auf dem Zentralfriedhof Münster.

Erich Becher (* 1. September 1882 in Reinshagen bei Remscheid; † 5. Januar 1929 in München) war ein deutscher Philosoph und Psychologe.

## Leben und Werk
Becher war der Sohn des Volksschullehrers Ernst Becher und dessen Ehefrau Hulda, deren Eltern der Schleifer Peter Daniel Küpper (1821–1862) und Amalie Tesche (1829–1880) waren. Sein Bruder Hellmut Becher war ein Anatom und Hochschullehrer, sein Bruder Ernst Siegfried Becher ein Naturwissenschaftler und sein Bruder Erwin Becher Mediziner.
Becher besuchte von 1889 bis 1893 die Volksschule und ab 1893 das Realgymnasium in Remscheid, das er 1901 verließ. Anregungen aus Kunst, Wissenschaft und Religion, die ihm durch das Elternhaus vermittelt wurden, entwickelten in ihm religiöse, ethische, soziale, auch naturwissenschaftliche und technische Interessen. An Ostern 1901 ging er an die Universität Bonn und besuchte Vorlesungen der Mathematik, der Physik, der Nationalökonomie und der Philosophie bei Benno Erdmann, der ihn zu seiner ersten gedruckten Schrift über eine „Abhandlung über den Attributsbegriff“ Spinozas anregte und die 1903 veröffentlicht wurde. Gleichfalls durch Erdmann angeregt, brachte er im Winter 1903/1904 seine Dissertation zur Psychologie des Lebens zum Abschluss und erhielt im Februar 1904 den Doktor in Philosophie, Physik und Mathematik. Hiernach wirkte er als Assistent für Mathematik bei J. Sommer, der dort Vorlesungen über Geodäsie abhielt, an der Landwirtschaftlichen Akademie in Bonn-Poppelsdorf.
Im Sommersemester 1904 beendete Becher seine Studienzeit, entschied sich im Sommer 1904 zu einem Staatsexamen für das höhere Lehramt und bestand in Philosophie, Physik und Mathematik. Sodann begann er seine Habilitationsschrift Philosophische Voraussetzungen der exakten Naturwissenschaften zu schreiben. 1907 wurde Becher Privatdozent für Philosophie an der Universität Bonn und vollendete im gleichen Jahr eine Schrift über Die Grundfragen der Ethik.
Im Herbst 1909 wurde er als ordentlicher Professor an die Universität Münster berufen. Von 1916 bis 1929 wirkte als Professor an der LMU München, wo er den Vitalismus (Psychovitalismus) vertrat, indem er davon ausging, dass es ein überindividuelles Seelisches gibt, das sich in allen Organismen verteilt. Sein Assistent von 1920 bis 1926 war der Musikwissenschaftler Kurt Huber, das spätere Mitglied der Weißen Rose. Seit 1924 war Becher ordentliches Mitglied der Bayerischen Akademie der Wissenschaften.

## Werke (Auswahl)
- Der Begriff des Attributes bei Spinoza, Hrsg. von B. Erdmann, Halle 1905
- Philosophische Voraussetzungen der exakten Naturwissenschaften, Leipzig 1907
- Die Grundfrage der Ethik, Köln o. J. (1907)
- Der Darwinismus und die soziale Ethik, Leipzig 1909
- Erziehung zur Menschenliebe und Helfersystem, Langensalza 1914
- Weltgebäude, Weltgesetze, Weltentwicklung, Berlin 1915
- Die fremddienliche Zweckmäßigkeit der Pflanzengallen und die Hypothese eines überindividuellen Seelischen, Leipzig 1917
- Geisteswissenschaften und Naturwissenschaften. Untersuchungen zur Theorie und Einteilung der Realwissenschaften, Berlin 1921
- Deutsche Philosophen. Lebensgang und Lehrgebäude von Kant, Schelling, Fechner, Erdmann, Mach, Stumpf, Bäumker, Eucken, Siegfried Becher. Mit einem Abriß über: Die Philosophie der Gegenwart von Erich Becher und mit einer Einleitung: Erich Bechers Entwicklung und Stellung in der Philosophie der Gegenwart von Aloys Fischer. Leipzig 1929